# JEF United Ichihara Chiba 2011
Questa voce raccoglie le informazioni riguardanti il JEF United Ichihara Chiba nelle competizioni ufficiali della stagione 2010.

## Maglie e sponsor
Vengono modificate le divise utilizzate per le gare esterne, caratterizzate da maniche gialle bordate di verde. Il fornitore tecnico è Kappa.
| Manica sinistra · Maglietta · Manica destra · Pantaloncini · Calzettoni | Manica sinistra · Manica sinistra · Maglietta · Maglietta · Manica destra · Manica destra · Pantaloncini · Calzettoni |  |

## Rosa
| N. |                        | Ruolo | Calciatore        |
| -- | ---------------------- | ----- | ----------------- |
| 1  | Giappone (bandiera)    | P     | Masahiro Okamoto  |
| 2  | Giappone (bandiera)    | C     | Masataka Sakamoto |
| 3  | Giappone (bandiera)    | D     | Akira Takeuchi    |
| 4  | Giappone (bandiera)    | D     | Ryota Aoki        |
| 5  | Australia (bandiera)   | D     | Mark Milligan     |
| 6  | Paesi Bassi (bandiera) | C     | Sander van Gessel |
| 7  | Giappone (bandiera)    | C     | Yūto Satō         |
| 8  | Norvegia (bandiera)    | A     | Tor Hogne Aarøy   |
| 9  | Giappone (bandiera)    | A     | Masaki Fukai      |
| 10 | Canada (bandiera)      | C     | Matthew Lam       |
| 11 | Giappone (bandiera)    | C     | Kōki Yonekura     |
| 13 | Giappone (bandiera)    | C     | Kei Yamaguchi     |
| 14 | Giappone (bandiera)    | C     | Keisuke Ota       |
| 15 | Giappone (bandiera)    | D     | Yōhei Fukumoto    |

| N. |                     | Ruolo | Calciatore       |
| -- | ------------------- | ----- | ---------------- |
| 16 | Giappone (bandiera) | A     | Takenori Hayashi |
| 17 | Giappone (bandiera) | P     | Ryo Kushino      |
| 18 | Giappone (bandiera) | A     | Kōta Aoki        |
| 19 | Giappone (bandiera) | C     | Shinji Murai     |
| 20 | Giappone (bandiera) | C     | Daisuke Ito      |
| 21 | Giappone (bandiera) | P     | Takuo Okubo      |
| 22 | Giappone (bandiera) | A     | Yuichi Kubo      |
| 23 | Giappone (bandiera) | C     | Tsukasa Masuyama |
| 24 | Giappone (bandiera) | D     | Shuji Fujimoto   |
| 27 | Giappone (bandiera) | D     | Keiji Watanabe   |
| 28 | Giappone (bandiera) | C     | Toshiya Fujita   |
| 30 | Giappone (bandiera) | P     | Shinnosuke Sato  |
| 32 | Giappone (bandiera) | A     | Akira Toshima    |
| 33 | Giappone (bandiera) | D     | Takayuki Chano   |

## Statistiche

### Statistiche di squadra
| Competizione          | Punti | Totale | Totale | Totale | Totale | Totale | Totale | DR |
| Competizione          | Punti | G      | V      | N      | P      | Gf     | Gs     | DR |
| --------------------- | ----- | ------ | ------ | ------ | ------ | ------ | ------ | -- |
| J. League Division 2  | 58    | 38     | 16     | 10     | 12     | 46     | 39     | +7 |
| Coppa dell'Imperatore | -     | 3      | 2      | 0      | 1      | 2      | 2      | 0  |
| Totale                |       | 41     | 18     | 10     | 13     | 48     | 41     | +7 |